# Kom dichterbij me
Kom dichterbij me is een lied van de Nederlandse zanger Jan Smit en de Nederlandse rapformatie Broederliefde. Het werd in 2016 als single uitgebracht en stond in hetzelfde jaar als dertiende track op het album 20 van Smit.

## Achtergrond
Kom dichterbij me is geschreven door Jan Smit, Emerson Akachar, Melvin Silberie, Javiensley Dams en Jerzy Miquel Rocha Livramento en geproduceerd door Soundflow. Het is een nummer uit het genres palingsound en nederhop; deze combinatie van genres werd door de artiesten omschreven als "ghettofish". In het lied rappen en zingen de artiesten over hoe ze met een vrouw willen zijn en met haar ervandoor willen gaan. De single heeft in Nederland de gouden status.
In de bijbehorende videoclip zijn onder andere beelden te zien van Jan Smit en Marieke Elsinga, die een man en vrouw spelen die elkaar ontmoeten en met elkaar flirten.

## Hitnoteringen
De artiesten hadden succes met het lied in de hitlijsten van Nederland. Het piekte op de twintigste plaats van de Nederlandse Single Top 100 en stond negen weken in deze hitlijst. In de Nederlandse Top 40 kwam het tot de 24e positie. Het was vier weken in de Top 40 te vinden. 